# ألكساندرو ماتسيل
ألكساندرو ماتسيل (بالرومانية: Alexandru Mățel) (مواليد 17 أكتوبر 1989) هو لاعب كرة قدم. يلعب مع منتخب رومانيا لكرة القدم. سبق له أن لعب في بطولة أمم أوروبا لكرة القدم 2016 مع منتخب بلاده.

## روابط خارجية
- ألكساندرو ماتسيل على موقع الاتحاد الأوربي (الإنجليزية)
- ألكساندرو ماتسيل على موقع قاعدة بيانات كرة القدم.إي يو (الإنجليزية)
- ألكساندرو ماتسيل على موقع ناشيونال فوتبول تيمز (الإنجليزية)
- ألكساندرو ماتسيل على موقع Soccerbase.com (لاعب) (الإنجليزية)
- ألكساندرو ماتسيل على موقع Soccerway.com (الإنجليزية)
- ألكساندرو ماتسيل على موقع عالم كرة القدم.نت (الإنجليزية)
- ألكساندرو ماتسيل على موقع AS.com (الإسبانية)